# Boragininae
Boragininae, podtribus biljaka, dio tribusa Boragineae, potporodica Boraginoideae. Postoji 15 rodova. Tipični je Borago a poznatija vrsta je boražina (B. officinalis).

## Rodovi
1. Subtribus Boragininae
  1. Trachystemon D. Don (1 sp.)
  2. Brunnera Stev. (3 spp.)
  3. Phyllocara Gusul. (1 sp.)
  4. Hormuzakia Gusul. (3 spp.)
  5. Gastrocotyle Bunge (3 spp.)
  6. Cynoglottis (Gusul.) Vural & Kit Tan (2 spp.)
  7. Lycopsis L. (2 spp.)
  8. Anchusella Bigazzi, E. Nardi & Selvi (2 spp.)
  9. Anchusa L. (29 spp.)
  10. Melanortocarya Selvi, Bigazzi, Hilger & Papini (1 sp.)
  11. Pulmonaria L. (20 spp.)
  12. Nonea Medik. (46 spp.)
  13. Symphytum L. (29 spp.)
  14. Pentaglottis Tausch (1 sp.)
  15. Borago L. (5 spp.)